# Centralafrikanska kejsardömet
Centralafrikanska kejsardömet var det namn Centralafrikanska republiken bytte till av sin kejsare Jean-Bedel Bokassa som styrde från den 4 december 1976, ändrades tillbaka den 20 september 1979 när han störtades. Kejsarens flagga var ljusgrön bakgrund och med en guldfärgad rovfågel på. Statens flagga ändrades dock aldrig.